# Isaac de Pas de Feuquières
Pour les autres membres de la famille, voir Famille de Pas.
Isaac de Pas, marquis de Feuquières (10 mai 1618-2 mars 1688), fils de Manassès de Pas de Feuquières, fut un ambassadeur de France en Suède de 1672 à 1682.

## Biographie
Issu de la famille de Pas. Isaac de Pas de Feuquières fut lieutenant-général des Armées du Roi, gouverneur de Verdun, conseiller d’État extraordinaire, ambassadeur extraordinaire
en Suède et en Espagne, Vice-Roi en Amérique.
Il détermina la Suède à s'unir à la France contre l'Allemagne coalisée. Il fut aussi ambassadeur à Madrid. Il a laissé une vaste correspondance diplomatique, conservée aux archives des affaires étrangères, et d'où Auguste-Alphonse Étienne-Gallois a tiré les Lettres inédites de Feuquières, publiées en 1846-1847, 5 volumes in-8.
Il fut créé marquis de Feuquières par Lettres patentes, en mai 1646. Il épousa, le 26 juin 1647, Anne-Louise de Gramont (1627-1666).

## Descendance
- Antoine de Pas de Feuquières (1648- 1711) , son fils aîné, mestre de camp du régiment de Feuquières.
- François de Pas de Feuquières (1649-1694), épouse Jeanne d'Esquille. D'oú quatre filles dont:
  - Catherine-Charlotte de Pas de Feuquières, épouse de Louis-Nicolas Le Tellier de Souvré.
- Jules de Pas de Feuquières, son fils puîné, également mestre de camp du régiment de Feuquières.
- Simon de Pas de Feuquières (1655-1692), capitaine de vaisseau, mortellement blessé à la bataille de Barfleur
- Philibert Charles de Pas de Feuquières (1657-1726) 6e fils.

## Pour approfondir